# IFK Luleå
Maillots
Dernière mise à jour : 22 décembre 2011.
Le IFK Luleå est un club suédois de football basé à Luleå.
Le club évolue en 1re division suédoise (Allsvenskan) lors de l'année 1971.

## Historique
- 1900 : fondation du club